# Aichryson
Az Aichryson a kőtörőfű-virágúak (Saxifragales) rendjébe, ezen belül a varjúhájfélék (Crassulaceae) családjába és a fáskövirózsa-formák (Sempervivoideae) alcsaládjába tartozó nemzetség.

## Előfordulásuk
Az Aichryson-fajok eredetileg, csak az Azori-, a Kanári- és a Madeira-szigeteken fordultak elő. Azonban az ember betelepítette az Egyesült Királyságba és Portugália kontinentális részére is.

## Rendszerezés
A nemzetségbe az alábbi 16 faj és 5 hibrid tartozik:
- Aichryson × aizoides (Lam.) E.C.Nelson
- Aichryson × azuajei Bañares
- Aichryson bituminosum Bañares
- Aichryson bollei Webb ex Bolle
- Aichryson × bramwellii G.Kunkel
- Aichryson brevipetalum Praeger
- Aichryson × buchii Bañares
- Aichryson dichotomum (DC.) Webb & Berthel.
- Aichryson divaricatum (Aiton) Praeger
- Aichryson dumosum (Lowe) Praeger
- Aichryson laxum (Haw.) Bramwell
- Aichryson pachycaulon Bolle
- Aichryson palmense Webb ex Bolle
- Aichryson parlatorei Bolle
- Aichryson porphyrogennetos Bolle
- Aichryson × praegeri G.Kunkel
- Aichryson punctatum (C.Sm. ex Link) Webb & Berthel.
- Aichryson roseum Bañares
- Aichryson santamariensis M.Moura, Carine & M.Seq.
- Aichryson tortuosum (Aiton) Webb & Berthel.
- Aichryson villosum (Aiton) Webb & Berthel.